# Amiga 500
Az Commodore Amiga 500, vagy A500 a Commodore által kiadott személyi számítógép, mely a cég első 16/32-bites multimédiás otthoni számítógépe. 1987 januárjában mutatták be először, nagyobb testvérével, az Amiga 2000-rel együtt a Consumer Electronics Show (CES) keretei között. Thomas Rattigan a Commodore akkori vezérigazgatója (CEO) a CES-en így nyilatkozott az Amiga 500-ról:

„Az 500-as valami olyasmi lesz, mint amilyen a Commodore 64 volt... Lehetővé fogja tenni a Commodore-nak, hogy tonnányi jövedelmet és nyereséget termeljen”

– Thomas Rattigan

## Eladások
Az Atari 520ST konkurenciáját Hollandiában már áprilisban elkezdték árusítani, majd májusban Európa többi részén. A legelső Amiga 500-asok 1987 októberben US$699/£499 listaáron kerültek a brit és amerikai boltokba. Magyarországon 1990 márciusában fél nap alatt eladták az első 50 db A500-ast, de a hivatalos megjelenésre 1990 májusáig kellett várni, a kizárólagos forgalmazó ekkor a Novotrade volt, a kezdőár pedig 54.600 Ft.
Az Amiga 500-at a régi Commodore 64-hez hasonlóan kiskereskedelmi üzletekben árusították, tehát nem csak számítástechnikai szakboltokban, mint az Amiga 1000-et. Az "500-as" a Commodore legnagyobb eladásokat prodikáló modelljévé vált és különösen Európában aratott nagy sikert. Habár népszerű volt számítógépes hobbi amatőrök körében, kétségtelenül játékgépként használták legszélesebb körben, ahol az akkori kor színvonalán fejlett grafikája és hangja jelentékeny előny volt. A Commodore csődje előtti 1993. december 31-ig eladott A500 modellek száma becslések szerint mintegy 5.292.200 lehetett világszerte.

## Műszaki leírás
A Commodore "low-end", azaz alsó (olcsó) kategóriás termékfejlesztési csapatát George Robbins vezette, akik "Rock Lobster" kódnéven egy Commodore 128-hoz hasonló külső megjelenésű gépet terveztek. Ez lett végül az Amiga 500, mely ugyanolyan Motorola 68000 mikroprocesszoron (CPU) alapul, mint elődje, így 32-bites regiszterekkel és belső busszal, ugyanakkor 16-bites ALU-val és külső adatbusszal, illetve 24-bites címbusszal rendelkezik, mely összesen maximum 16 MB-ot tud címezni. A korai A500 modellek ugyanazt az eredeti, azaz Original Amiga chipsetet (OCS) kapták meg, mint az Amiga 1000-es.
A számítógép burkolata ABS műanyagból készült, mely idővel hajlamos megbarnulni. A folyamat visszafordítható az ún. "Retr0bright" folyadékkeverék alkalmazásával, továbbá egy a barnulást okozó oxigéntől védő lakkréteg felvitelével.

### Kép
A grafikus megjelenítés több képernyőfelbontásban és színmélységgel lehetséges, egészen az NTSC-s 320×200 32 színtől a 640×400 16 színig (704×484 túlpásztázással), illetve 320×256-től 640×512 (704×576 túlp.) PAL felbontásokig hasonló színmélységekkel. A rendszer ún. planár technikát alkalmaz, melynek lényege, hogy a képpontok (pixelek) színeit a RAM bizonyos területein (bitplane-eken, nagy felbontáson összesen 5-ön) képezik le, így az Amiga 2-, 4-, 8-, 16-, illetve 32 színű képernyőket tud megjeleníteni egy 4096-színű palettáról. Két speciális grafikus mód is rendelkezésre áll, ezek:
- Extra Half-Brite (EHB), mely egy 6. bitplane-t is használ a pixelek fele fényességű (brightness) beállítására, mely így a 32 mellé tovább 32, az előző színektől függő szín (összesen tehát 64) megjelenítését teszi lehetővé.
- Hold And Modify (HAM), mely mind a 4096 szín egyidejű alkalmazását lehetővé teszi a képernyőn. A chipset későbbi változatai szoftveresen képesek az NTSC és a PAL üzemmód között váltani.[12]

### Hang
A Paula hangchip 4 hardveresen kevert 8-bites PCM csatornát állít elő, kettőt bal-, kettőt pedig jobboldalon maximum 28 kHz mintavételezési frekvencián. Minden hardvercsatornának független mintavételi rátája és hangszintje van és mindegyik kijelölhető arra, hogy kimente egy másik csatorna hangerejét, illetve mintavételi rátáját modulálja. A DMA kikapcsolásával lehetőség van a mintavételezési frekvencia 56 kHz-ig történő emelésére. Létezik egy egyszerű trükk, mellyel 14-bites finomságú hangkimenet állítható elő 56 kHz-en.

### Háttértár
A gyári rendszerek AmigaOS 1.2, majd 1.3 operációs rendszerrel, 512 KB - 150 ns elérési idejű - Chip RAM-mal, 1 db beépített dupla sűrűségű (DD) hajlékonylemezes meghajtóval (Chinon FB-354) rendelkeztek, mely képes volt olvasni a 720 KB kapacitású IBM-kompatibilis, a szabványos 880 KB-os Amiga OFS-formátumú, illetve a maximum 984 KB-os egyedi formátumú 3,5"-os floppy lemezeket.

### Csatlakozások
A Zorro II bővítőaljzatok hiánya ellenére számos port és bővítési lehetőség áll rendelkezésre. Két DE-9M (D-sub) típusú Atari joystick portot tartalmaz egér és botkormány számára, RCA csatlakozókat sztereó hangkimenet gyanánt. Van benne egy DB-23F típusú külső hajlékonylemezes meghajtó port, melyre maximum 3 meghajtót lehet felfűzni. Van még egy szabványos DB-25M típusú RS-232 soros port, továbbá egy DB-25F-es Centronics rendszerű párhuzamos port. A tápellátás +5V, illetve +/-12V biztosításával.
Az RGB komponens videójel analóg 50 Hz PAL vagy 60 Hz NTSC lehet, melyet DB-23M típusú csatlakozón ad ki a gép. A 15 kHz körüli szinkronjel kívül esik a legtöbb VGA-kompatibilis monitor frekvencia tartományán, melyhez multisync monitor szükséges. A kiadott videójel külső forráshoz szinkronozható (genlock-olható). A gépben volt egy monokróm kompozit RCA csatlakozó, ami azonban csak fekete-fehér képet biztosított hagyományos TV-készülékeken. Ezért a TV-re csatlakoztathatóság miatt általában a géphez adták az A520 típusjelű RF modulátort.
Egy az Amiga 1000-es Zorro buszához hasonló bővítőport van az A500-as bal oldalán, mely bootoláskor automatikusan konfigurálódik és merevlemezes egységtől (A590) kezdve max. 8MB-os RAM bővítőig (Supra RAM 500RX) több különböző periféria rácsatlakoztatható.
Az A500 burkolatának alján, egy műanyag takarólemez alatt süllyesztve húzódik meg az ún "trapdoor" csatlakozó, mely tipikusan 512 KB Slow RAM, valamint gombelemről működő valósidejű rendszeróra (RTC) fogadására alkalmas. A modell minden változata alkalmas további Chip RAM fogadásának kialakítására egy apró hardvermódosítással, mely lényegében egy újabb Agnus chip (8372A vagy újabb) behelyezését, valamint természetesen a szükséges RAM telepítését (elsősorban alaplapra forrasztását) jelenti. 2MB RAM kezelése a 8372B típusú "Fat" Agnus behelyezésével lehetséges.

## Specifikáció
| Jellemző            | Specifikáció |
| ------------------- | --- |
| CPU                 | Motorola 68000 7.16 MHz (NTSC) vagy 7.09 MHz (PAL) |
| RAM                 | 512 KB Chip RAM (bővíthető max. 9 MB-ig: 512 KB Chip RAM + 512 KB Slow RAM + 8 MB Fast RAM) |
| ROM                 | 256 KB Kickstart ROM |
| Chipset             | Original Chip Set (OCS)[rev3][rev5] vagy Enhanced Chip Set (ECS)[rev8] |

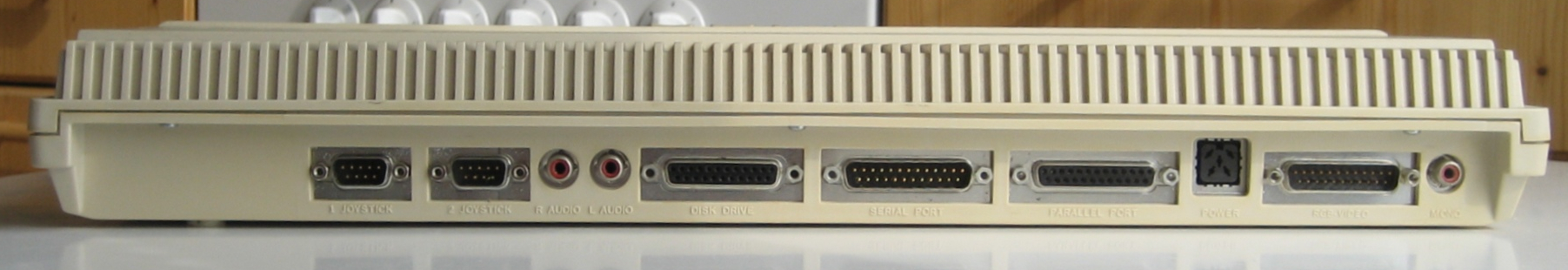
Amiga hátlapi csatlakozók

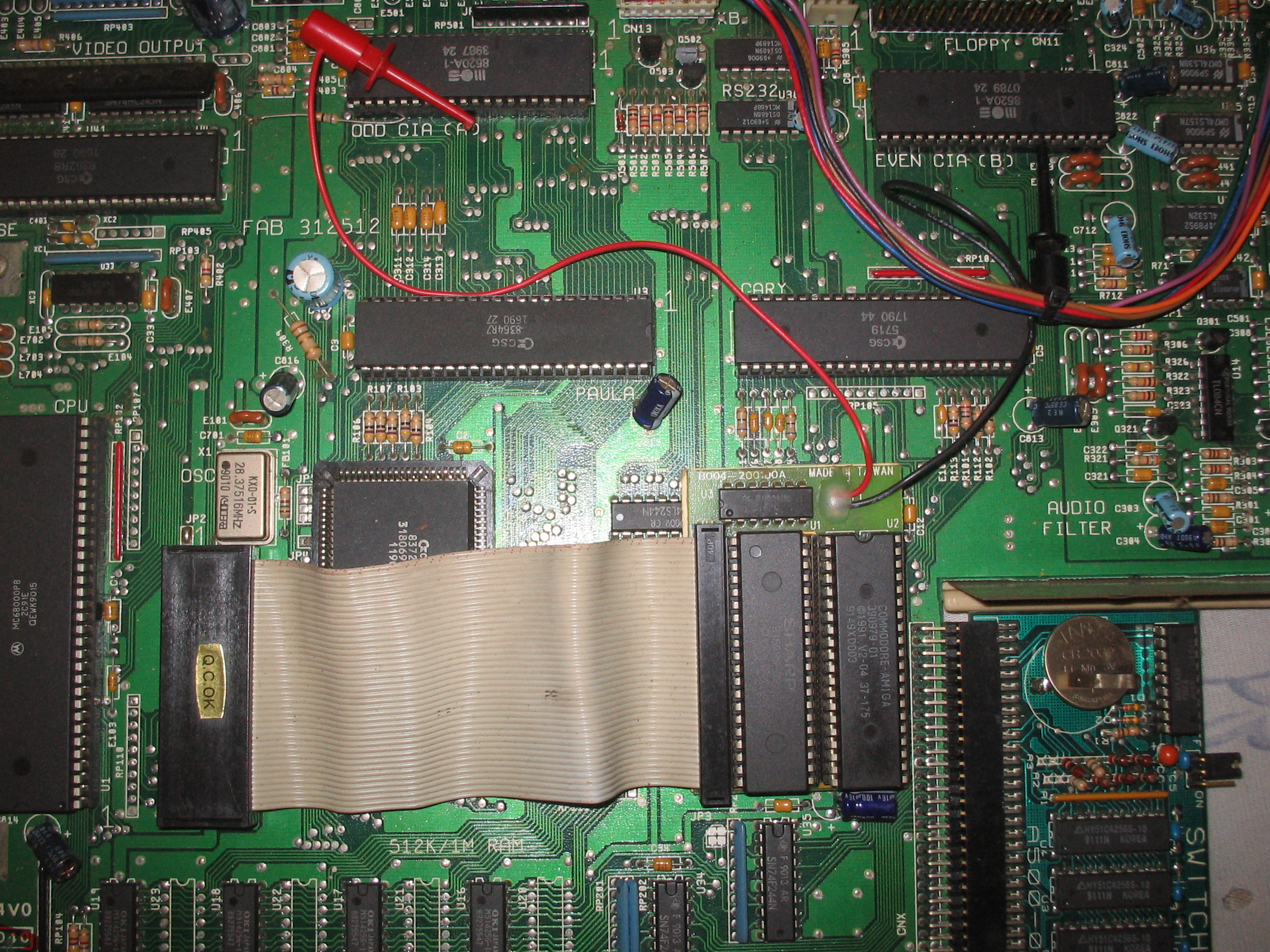
Amiga 500 alaplap részlete ROM átkapcsoló bővítménnyel

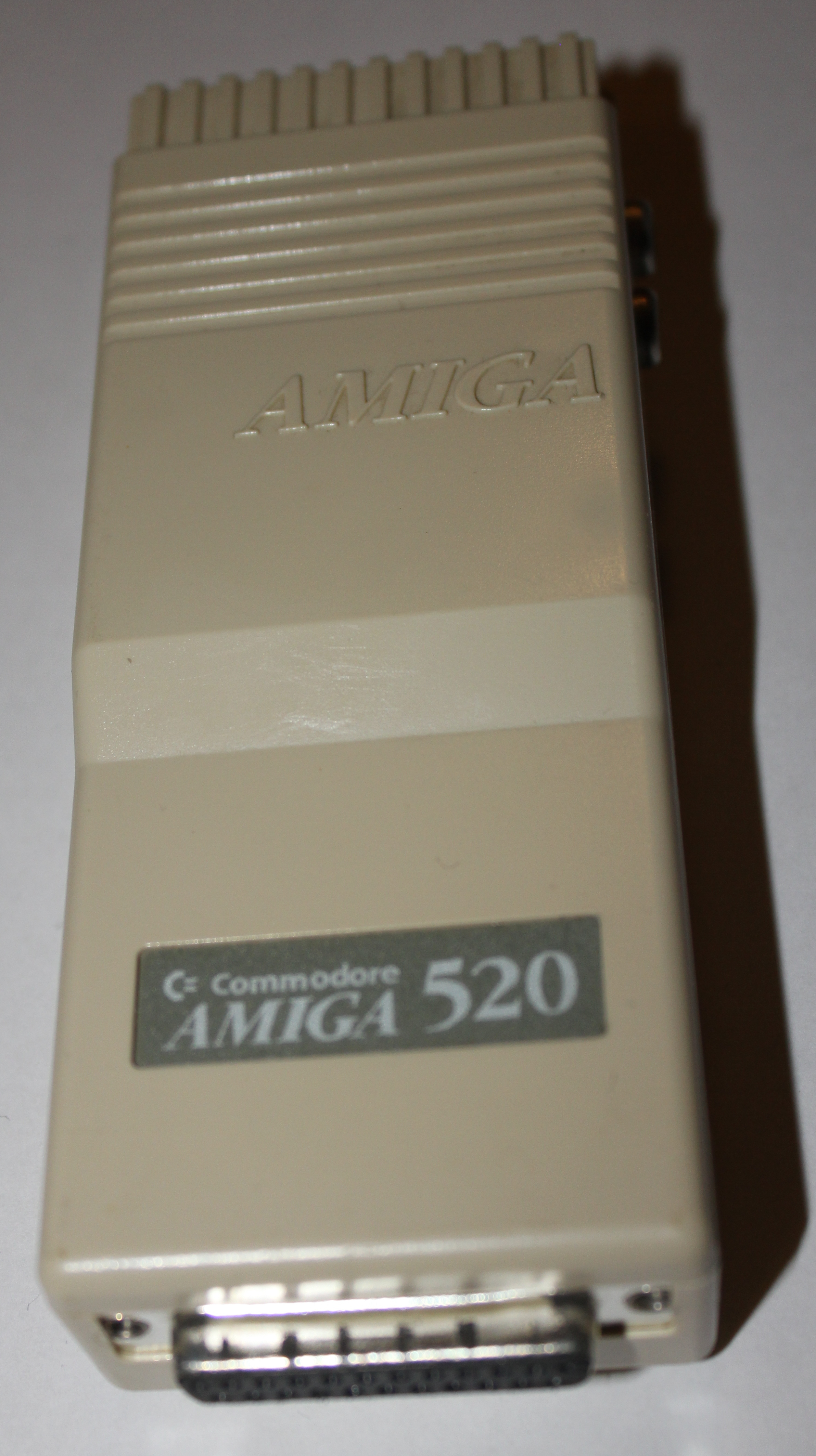
Amiga 520 RF modulátor A500-hoz

| Kép                 | 12-bites színpaletta (4096 szín). 32, 64, (EHB) illetve 4096 (HAM mód) képernyőszínű grafikus módok: - 320×200 – 320×400i (NTSC) - 320×256 – 320×512i (PAL) Grafikus módok 16 képernyőszínnel: - 640×200 – 640×400i (NTSC) - 640×256 – 640×512i (PAL) Grafikus módok csak ECS chipseten:[rev8] - 1280×200 – 1280×512i és 640×480p60 (VGA) 4 képernyőszínnel - 800×600i60 (Super72) 2 képernyőszínnel |
| Hang                | 4× 8-bites PCM csatorna (2 sztereó csatorna) max. 28-56 kHz mintavételi frekvencia; DMA támogatás |
| Cserélhető tároló   | 3,5" DD floppy meghajtó (880 KB kapacitású) |
| Audio/video kimenet | Analóg RGB video kimenet (DB-23M) Monokróm kompozit video kimenet (RCA) Audio kimenet (2×RCA) |
| I/O portok          | 2× egér/játék port (DE-9) RS-232 soros port (DB-25F) Centronics párhuzamos port (DB-25F) floppy meghajtó port (DB-23F) |
| Bővítő aljzatok     | 1× trapdoor bővítő csatlakozó; 1× oldalsó bővítő csatlakozó |
| OS                  | AmigaOS 1.x (Kickstart 1.2[rev3][rev5]/1.3[rev6]); AmigaOS 2.xx (Kickstart 2.xx[rev8]) |

### Alaplap változatok
| Revízió | Chipset | Leírás                                                                                           |
| ------- | ------- | ------------------------------------------------------------------------------------------------ |
| ↑ rev3: | OCS     | 512 KB alaplapi Chip RAM (16 chip), Kickstart 1.2                                                |
| ↑ rev5: | OCS     | Fat Agnus 8370 (NTSC) vagy 8371 (PAL)                                                            |
| ↑ rev6: | fél-ECS | 512 KB alaplapi Chip RAM (4 chip), Kickstart 1.3, Fat Agnus 8372A (ECS-elem), max. 1 MB Chip RAM |
| ↑ rev8: | ECS     | Kickstart 2.04, Fat Agnus 8375, Super Denise 8373                                                |

## Retrocomputing
A "retrocomputing" a régi számítógépeket használó, felújító, sőt fejlesztő irányzat. Az Amiga 500-hoz és más Amiga modellek nem csak új szoftverek (demók, játékok, felhasználói programok) készülnek, hanem funkcióbővítő hardverbővítmények (ún. modok) is. A már régen nem gyártott és nem támogatott számítógépek tehát nem csak múzeumok, számítástechnika-történeti weboldalak, kiállítások érdekességei csupán, hanem sokak számára napi használat tárgyai is.
Az AmigaOS operációs rendszer legutolsó - Commodore fejlesztésű - 3.1-es változata után a rendszer fejlesztése kisebb-nagyobb intenzitással és különböző gyártók által tovább zajlott. Az operációs rendszernek a 3.2, a 3.5 és 3.9-es változatai máig futnak Motorola 68000-es, vagy azzal kompatibilis processzorokkal szerelt Amigákon is.
Az A500 oldalsó alaplapi bővítőhelye szolgál ún. gyorsítókártyák, memóriabővítők, merevlemez-vezérlők csatlakoztatására. A gyári paramétereket messze meghaladó, akár 128 MB RAM, továbbá gyorsabb Motorola processzorok is csatlakoztathatók, akár a gyári CPU foglalatába illeszthető gyorsítókártyán (Apollo Firebird V4, Warp560), vagy az oldalsó alaplapi bővítő foglalaton (pl. ACA500Plus,) keresztül. Több gyártó és magánszemélyek is folyamatosan készítik és fejlesztik hardver-bővítményeiket szinte az összes Amiga-típushoz, így az Amiga 500-ashoz is.
A 2020-as években fellelhető Amiga-példányok koruknál (30-35 év) fogva karbantartásigényesek. Az állásban is jelentkeznek anyagfáradások, melyek nyomán az elektrolit kondenzátorok hajlamosak a szivárgásra és ez súlyos károkat okozhat a gépek alaplapján, így
cseréjük mindenképpen javasolt és időszerű. Ezt a munkát Magyarországon is végzi néhány lelkes restaurátor, továbbá létezik a Commodore számítógépeknek szervize is.
Jelenleg is léteznek az Amigákkal foglalkozó, főként online hírújságok (magyarul: Amiga Mania), fórumok facebook csoportok és kicsi, de aktív rajongói közösség működik Magyarországon is.

## Fordítás
- Ez a szócikk részben vagy egészben  az   Amiga 500 című angol Wikipédia-szócikk fordításán alapul.  Az eredeti cikk szerkesztőit annak laptörténete sorolja fel. Ez a jelzés csupán a megfogalmazás eredetét és a szerzői jogokat jelzi, nem szolgál a cikkben szereplő információk forrásmegjelöléseként.